# Norakuro
Norakuro (japanisch のらくろ), auch als Black Stray bekannt, ist eine japanische Manga-Serie von Suihō Tagawa, die zwischen 1931 und 1981 veröffentlicht wurde. Sie wurde in mehreren Kurzfilmen sowie zweimal als Animeserie adaptiert.

## Inhalt
Die Hauptfigur Norakuro ist ein tollpatschiger Soldat, der in einer Armee von Hunden diente, die als „heftiges Hunderegiment“ bezeichnet werden. Die Geschichten begannen als humorvolle Episoden mit Kämpfen Norakuros gegen bösartige Affen. Bald wurde er zur Armee eingezogen und diente unter dem Kommando der berüchtigten Bulldogge Buru. Dank seiner ungewöhnlichen Ideen, Ausdauer und Tapferkeit stieg Norakuro allmählich vom Schützen zum Hauptmann auf. Es entwickelte sich aber schließlich zu Propagandageschichten über militärische Heldentaten gegen die „Schweinearmee“ auf dem „Kontinent“. 
Autor Tagawa verarbeitete in den Geschichten auch seine eigenen Erfahrungen, die er in der japanischen Armee gemacht hatte. Zugleich erzählt er eine Aufsteigergeschichte seines Helden, der aus einfachen Verhältnissen kommt und mit dem militärischen Aufstieg auch gesellschaftlich Ansehen gewinnt. Die Geschichten sind patriotisch gefärbt und militaristisch geprägt. Die Armee von Schweinen, denen sich der Hund entgegenstellt, steht für die chinesische Armee, gegen die Japan zu dieser Zeit Krieg führte.

## Veröffentlichung
Der Manga erschien von 1931 bis 1941 im Magazin Shōnen Club beim Verlag Kodansha. Dieser brachte die Kapitel auch gesammelt in 10 Bänden heraus, die mit Hardcover und in Farbe mit Blau, Rot und Gelb koloriert gedruckt wurden.
Eine Neufassung der Mangaserie erschien ab 1968 im Magazin Comic BomBom im Rahmen einer Nostalgiewelle um das 100-jährige Jubiläum der Meiji-Restauration. Eine weitere Serie folgte in den 1980er Jahren im Morning.

## Verfilmungen

### Kinofilme
Während des Zweiten Weltkriegs wurden mehrere Anime-Kurzfilme mit den Geschichten um Norakuro gedreht, unter anderem mit Beteiligung des Animators Seo Mitsuyo. Die im Kino vorgeführten Film hatten in der Regel eine Länge von etwa 10 Minuten.
- 1933: Norakuro Nitōtei
- 1934: Norakuro Gacho

### Fernsehserien
Eine erste Anime-Fernsehserie wurde 1970 von Eiken produziert. Sie basierte auf der Neufassung des Mangas und zeigte je Folge zwei humorvolle Kurzgeschichten Norakuros aus dem Armee-Alltag. Regie führte Toru Murayama und die Musik komponierte Hidehiko Arashino. Für den Vorspann verwendete man das Lied Shippo wa Gugun to von Nobuyo Ōyama und Masashi Amemamori. Die künstlerische Leitung lag bei Keishi Kamezaki und die Animationsarbeiten leitete Tsuneo Komuro. Die insgesamt 28 je 25 Minuten langen Folgen wurden ab dem 5. Oktober 1970 von Fuji TV ausgestrahlt. Die letzte Folge wurde am 29. März 1971 gezeigt. Eine italienische Fassung wurde 1982 von RAIDue ausgestrahlt.
Eine zweite Anime-Serie mit 48 Folgen entstand 1987 im Studio Pierrot unter der Regie von Takaaki Ishiyama. Die Geschichten drehen sich um den Enkel des ursprünglichen Norakuro und zeigen lustige Alltagsszenen und weniger Soldatenleben. Das Charakterdesign entwarf Yuji Moriyama.

### Synchronsprecher
| Rolle     | Japanische Sprecher (Seiyū) |
| --------- | --------------------------- |
| Norakuro  | Nobuyo Oyama                |
| Okume     | Chikao Otsuka               |
| Mole      | Goro Naya                   |
| Hachimaki | Akira Kimura                |
| Humble    | Kaneta Kimotsuki            |
| Megane    | Kyoji Kobayashi             |
| Miko-chan | Yoshiko Matsuo              |

| Rolle              | japanischer Sprecher (Seiyū) |
| ------------------ | ---------------------------- |
| Norakuro-kun       | Chika Sakamoto               |
| Kinoshita Keita    | Yuko Mita                    |
| Rika               | Naoko Matsui                 |
| Kinoshita Keiko    | Mika Doi                     |
| Nora Yamakurokichi | Joji Yanami                  |
| Kapitän Bururen    | Junpei Takiguchi             |
| Inukawa            | Sukekiyo Kameyama            |
| Ome Sawaguchi      | Shigeru Chiba                |
| Jimmy              | Ken'ichi Ogata               |

## Rezeption
Die Serie war der beliebteste Manga der 1930er Jahre in Japan und wurde auch zum meistverkauften seiner Zeit. Bis zum Beginn des Zweiten Weltkrieges verkauften sich die Sammelbände über 1 Million Mal. Entsprechend wurden auch etliche Merchandising-Artikel mit der Figur aufgelegt. Trotz der propagandistischen Vereinnahmung behielt Norakuro bis heute Kultstatus und zählt zu den Manga-Klassikern für Kinder. Vor allem die mit dem Manga aufgewachsenen Japaner verbanden gute Kindheitserinnerungen mit der Serie und Neuauflagen verkauften sich auch Jahrzehnte nach dem Krieg noch gut. Mit dem Erfolg und der Vereinnahmung durch Propaganda, so Frederick Schodt, wurde Norakuro jedoch weniger lustig und weniger interessant, da er die Soldaten nicht schlecht dastehen lassen sollte. Dennoch betrachtete die japanische Armee die Serie schließlich als schlecht für ihr Image.
Die Geschichte vom Außenseiter, der durch seinen Kampf sozial aufsteigt, kann als Prototyp vieler späterer Helden des Shōnen-Manga gesehen werden. Als einer von wenigen japanischen Serien kann Norakuro außerdem den Funny-Animal-Comics zugeordnet werden, die in den USA weitaus verbreiteter waren.